# Kuch Kuch Hota Hai
Kuch Kuch Hota Hai (en hindi कुछ कुछ होता है, literalment "Està passant alguna cosa") és una comèdia musical romàntica índia del 1998, dirigida per Karan Johar i protagonitzada per la gran parella romàntica de l'època formada per Shahrukh Khan i Kajol, que es trobaven al cinema per quarta vegada. Va ser la primera pel·lícula escrita i dirigida per Karan Johar i també va representar el salt a la fama per Rani Mukerji, que va obtenir-hi un paper secundari important. També hi intervé una altra estrella de Bollywood, Salman Khan, en un rol cameo estès.
La pel·lícula va obtenir un gran èxit tant a l'Índia com a l'estranger i va guanyar nombroses recompenses importants, com per exemple vuit Filmfare Awards (els "Oscars indis") incloent els quatre més importants: millor pel·lícula, millor director, millor actor i millor actriu.

## Argument
Tina (Rani Mukerji), esposa de Rahul (Sharukh Khan), mor en donar a llum la seva filla Anjali, però té temps de deixar-li un seguit de cartes perquè li siguin llegides a cada aniversari. En l'última, que Anjali descobreix el dia dels seus vuit anys, Tina explica a la seva filla que el nom que du és el mateix que el d'una amiga d'universitat del seu pare, Anjali Sharma. Comença aleshores un llarg flashback que mostra la relació de gran complicitat que van tenir, durant llurs estudis, en Rahul, un cap de banda faldiller, i aquesta Anjali, una autèntica garçon manqué. Aquesta amistat va ser pertorbada per l'arribada d'una nova alumna, Tina. Tots tres es van fer amics, però Rahul es va enamorar de Tina i això va fer prendre consciència a Anjali que de fet s'estimava en Rahul més que com un simple amic. Desesperada i per a no pertorbar llur amor, Anjali va desaparèixer sense deixar rastre i en Rahul i la Tina es van casar. De tornada al present, a la fi de la carta, Tina prega la seva filla de retrobar Anjali, convençuda que es tracta del veritable amor del seu pare.

## Música
La pel·lícula té sis cançons principals, amb música del duo de compositors Jatin-Lalit i lletra de Sameer:
1. Koi Mil Gaya (Alka Yagnik, Kavita Krishnamurti, Udit Narayan)
2. Kuch Kuch Hota Hai (Alka Yagnik, Udit Narayan)
3. Ladki Badi Anjaani Hai (Alka Yagnik, Kumar Sanu)
4. Saajanji Ghar Aaye (Alka Yagnik, Kavita Krishnamurti, Kumar Sanu)
5. Tujhe Yaad Na Meri Aayee (Alka Yagnik, Sapna Awasthi)
6. Yeh Ladka Hai Deewana (Alka Yagnik, Kavita Krishnamurti)